# 松永カントリークラブ
松永カントリークラブ（まつながカントリークラブ）は、広島県福山市にあるゴルフ場である。

## 概要
広島県福山市の大谷山の山頂に、1957年（昭和32年）頃、マイクロウエーブ中継所が建設されていた、「山頂から見ると大谷池周辺はまるでゴルフ場だ」と誰いうとなく言い出した。その噂が広まり福山市当局にも届き、1960年（昭和35年）10月、新たなゴルフ場の建設に向け経営母体「備後観光開発株式会社」が設立された。
大谷池は備後の三大池のひとつで、江戸時代から知られた桜の名所である。コースの建設用地に広がる池は周囲2kmもある大池である。ゴルフ場の名称を「松永カントリークラブ」に決め、コース設計は、佐藤儀一に依頼した。佐藤は地元松永市柳津町の出身で、渡米して10年間にアマチュアゴルフ界で活躍し、100個以上の優勝杯を持ち帰った。帰国後、日本アマチュアゴルフ選手権競技3連勝を含む4勝、「廣野ゴルフ倶楽部」（1932年（昭和7年）開場、設計・C・H・アリソン）のクラブチャンピオン12回の実績がある。
1961年（昭和36年）2月、コースの造成工事が着工され、佐藤はコース設計について「ゴルフはワングリーンで18ホール」を主張した。1961年（昭和36年）10月22日、造成工事が完成、18ホール、6,823ヤード、パー72規模のゴルフ場が開場された。佐藤の設計コースは、20数コースあるが全てがワングリーンのコースである。
コースの特徴は、コース用地20万坪の面積で、僅か20万立方メートルの土量の移動で、自然の地形を生かした手造りのコース造りだった。池は10カ所がインコース中心に配置され、バンカーはアウトコースが56個、インコースが47個、合計103個が配置されている。特にバンカーは「松永カントリークラブには1ホール毎にひとりのアリソンがいる」と恐れられた。

## 所在地
〒729-0112 広島県福山市神村町1388番地

## コース情報
- 開場日 - 1961年10月22日
- 設計者 - 佐藤 儀一
- 面積 - 660,000m2（約19.9万坪）
- コースタイプ - 丘陵コース
- コース - 18ホールズ、パー72、6,617ヤード、コースレート71.8
- フェアウェー - コウライ
- ラフ - ノシバ
- グリーン - 1グリーン、ニューベント
- ハザード ^ バンカー77、池が絡むホール9
- ラウンドスタイル - 全組キャディ付、5人乗り乗用カートでのラウンド、1組5人が原則状況によりツーサム可
- 練習場 - 14打席230ヤード
- 休場日 - 毎週月曜日、12月31日、1月1日[2][3]

## クラブ情報
- ハウス面積 - 1,980m2（598.9坪）
- ハウス設計 - 清水建設 株式会社
- ハウス施工 - 清水建設 株式会社[2][3]

## ギャラリー
- コース - 「松永カントリークラブ」、コース紹介、2021年4月28日閲覧
- ハウス - 「松永カントリークラブ」、施設紹介、2021年4月28日閲覧

## 交通アクセス
- 鉄道 - 山陽本線（JR西日本） - 松永駅より タクシー利用約6分[4]
- 道路 - 山陽自動車道 - 福山西ICより 7Km[4]

## 関連文献
- 『ゴルフ場ガイド 西版』、2006-2007、「松永カントリークラブ」、東京 ゴルフダイジェスト社、2006年5月、2021年4月28日閲覧
- 『美しい日本のゴルフコース BEAUTIFUL GOLF CULTURE IN JAPAN 日本のゴルフ110年記念 ゴルフは日本の新しい伝統文化である』、ゴルフダイジェスト社「美しい日本のゴルフコース」編纂委員会編、「米国アマゴルフ界で活躍した佐藤儀一は故郷松永に「正統」なコースを設計した」、東京 ゴルフダイジェスト社、2013年12月、2021年4月28日閲覧